# Château de Ferrières (Montbron)
Pour les articles homonymes, voir Château de Ferrières.
Le château de Ferrières est un château situé sur la commune de Montbron, dans le département de la Charente.

## Localisation
Le château de Ferrières est situé au bord de la Tardoire au nord-est de la ville de Montbron, et il est distant de 100 m seulement du château de Chabrot, situé plus en amont.

## Historique
Ce château date des XVIe et XVIIe siècles. Une tradition lui fait remonter plus haut son origine et attribue sa construction à deux frères maçons enrichis par la découverte d'un trésor.
Il fut la propriété des Couraudin, maîtres de forges qui possédaient des terres et des mines de fer dans la région.
Il est depuis longtemps la propriété de la famille du Rousseau de Ferrière.
Le monument fait l’objet d’une inscription au titre des monuments historiques depuis le 12 octobre 1973.

## Architecture
Le château consiste en un corps de logis flanqué de deux tours aux toits pointus, avec au sud une autre tour renfermant l'escalier. La porte d'entrée est décorée d'un ordre de fantaisie. Un médaillon avec le monogramme du Christ est gravé sur une pierre de la frise.
La grille d'entrée dans la cour date de la fin du XVIIIe siècle.

## Galerie

Vues du château
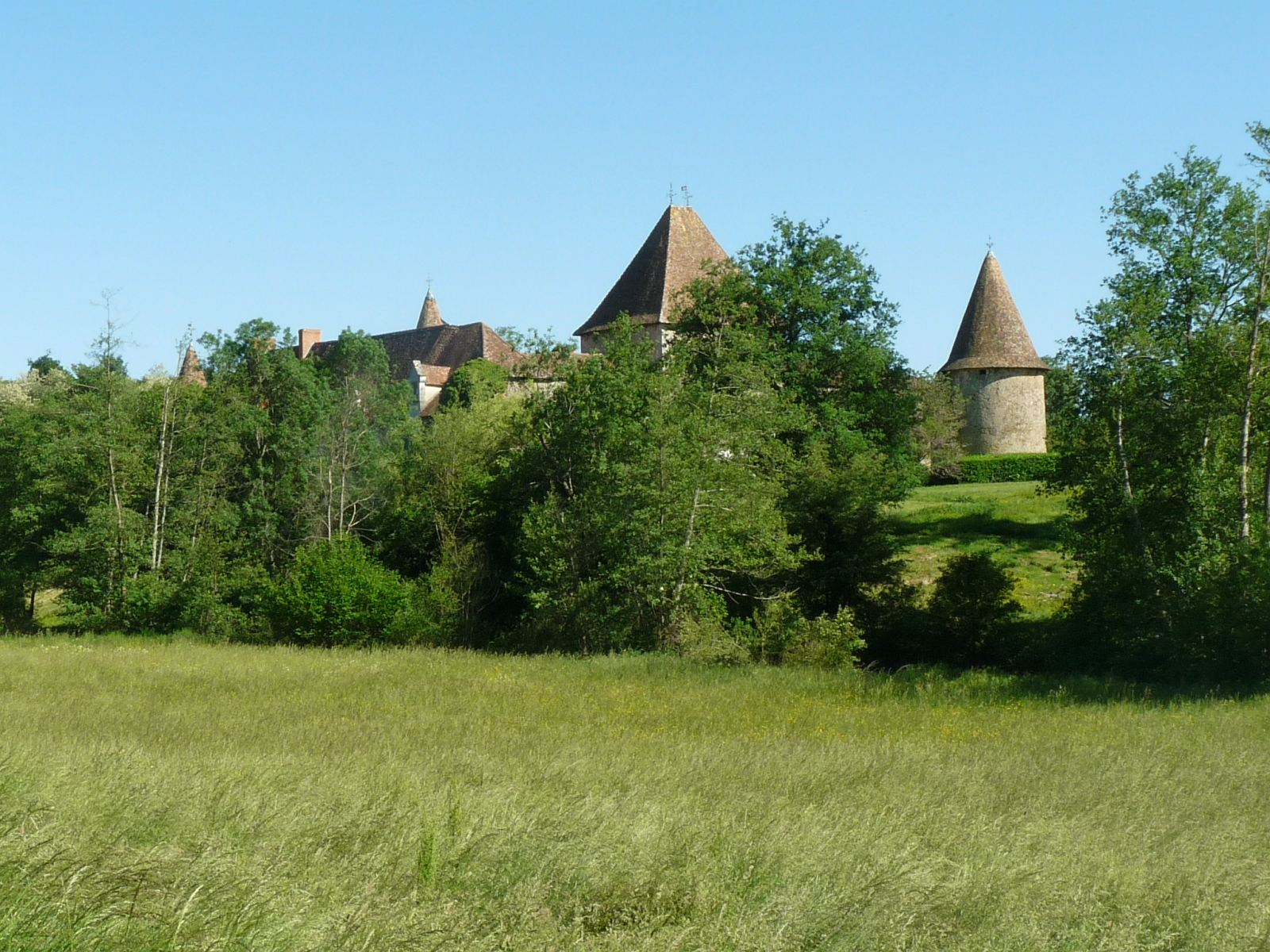
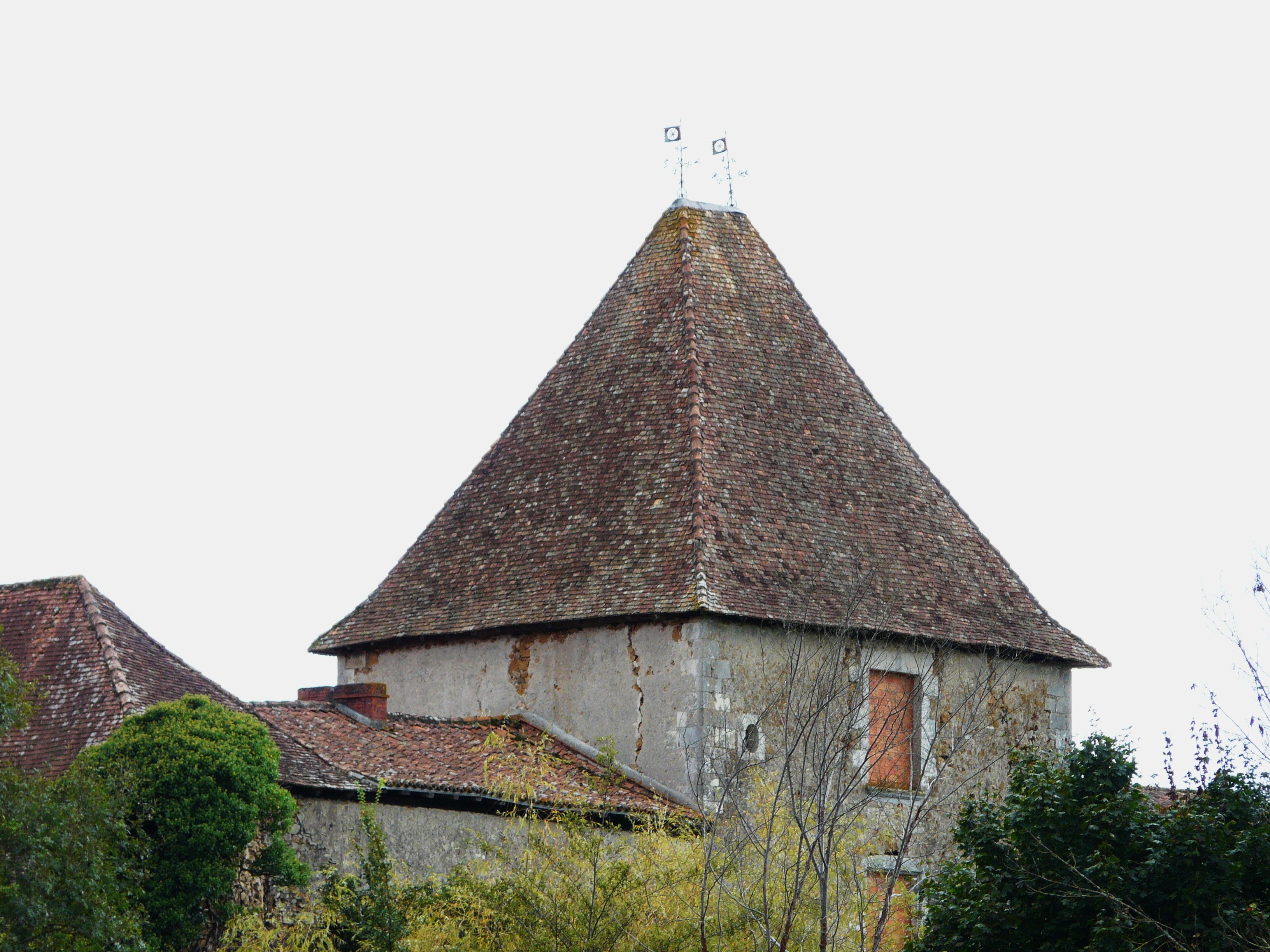
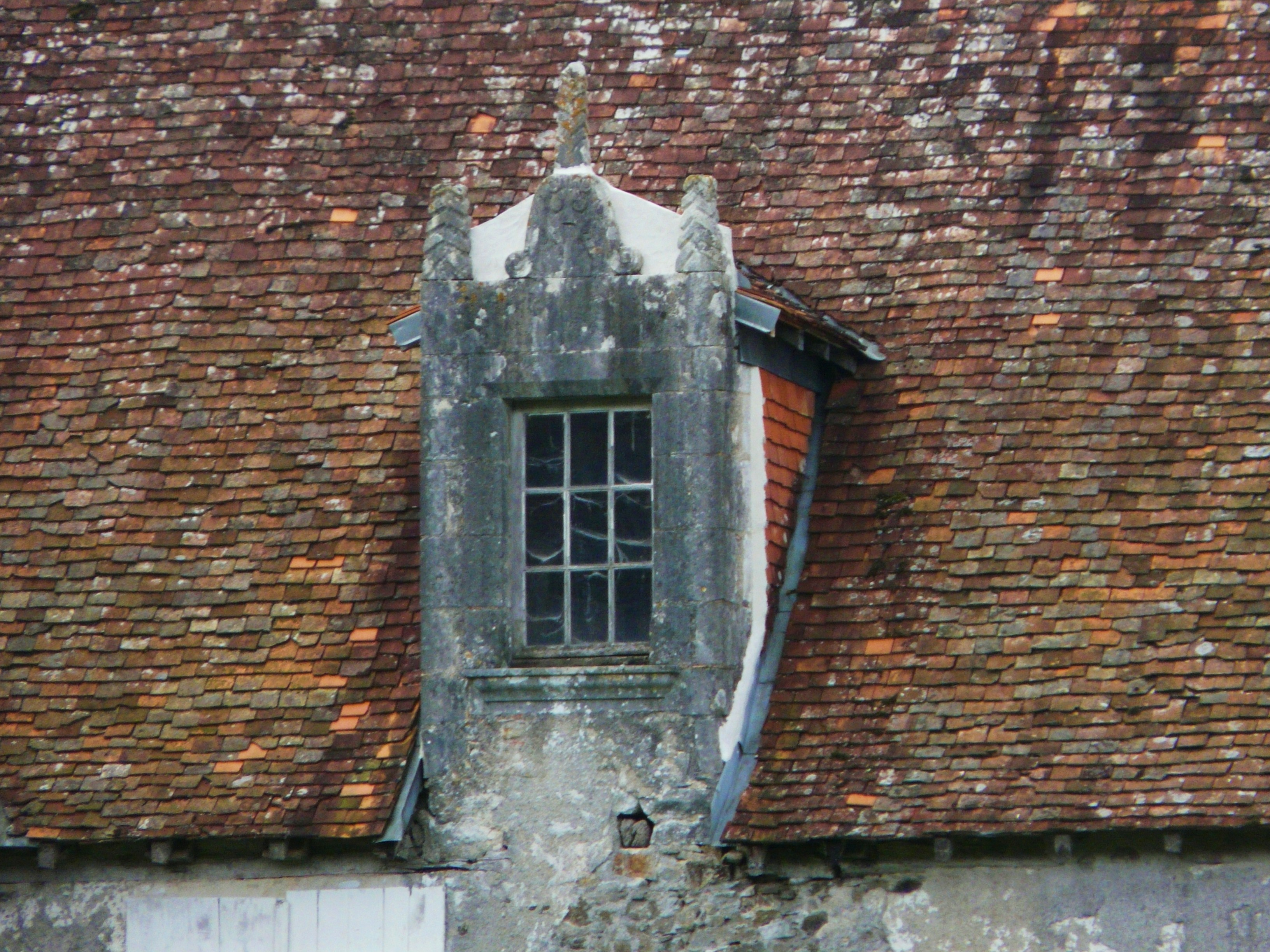